# Martin Brod
Martin Brod je naseljeno mjesto u gradu Bihaću, Federacija Bosne i Hercegovine, BiH.

## Ime
Naselje se u kasnom srednjem vijeku zvalo Rmanj.
Današnje je ime u svezi s jednom legendom. Legenda je o prelijepoj djevojci Marti, koja se je zaljubila u momka s druge strane Une. Roditelji nisu pristajali na tu vezu, pa je Marta odlučila prijeći Unu i otići k momku u kojeg se je zaljubila. Prelazeći Unu, okliznula se na sedri koja je tim dijelom raširena i upala u rijeku. Taj dio rijeke preko kojeg se je moglo prijeći pješice (starinski naziv "brod") dobio je ime prema Marti, te je tako postao Martin Brod.

## Stanovništvo

### 1991.
Nacionalni sastav stanovništva 1991. godine, bio je sljedeći:
ukupno: 187
- Srbi - 179 (95,72%)
- Muslimani - 2 (1,07%)
- Hrvati - 1 (0,53%)
- Jugoslaveni - 5 (2,67%)

### 2013.
Nacionalni sastav stanovništva 2013. godine, bio je sljedeći:
ukupno: 124
- Srbi - 120 (96,77%)
- Bošnjaci - 1 (0,81%)
- ostali, neopredijeljeni i nepoznato - 3 (2,42%)

## Promet
Željeznička pruga koja povezuje Split i Zagreb (Unska pruga) prolazi Martinim Brodom.

## Vanjske poveznice
- Agencija za regionalni razvitak Republike Hrvatske  Arhivirana inačica izvorne stranice od 4. ožujka 2016. (Wayback Machine)